# 可拉鱂
可拉鱂為輻鰭魚綱鯉齒目鯉齒亞目鯉齒鱂科的其中一種，被IUCN列為瀕危保育類動物，分布於中美洲墨西哥San Luis Potosi流域，體長可達8公分，棲息在礫石底質、植被生長的水域，屬雜食性，可作為觀賞魚。